# 墨脱双盖蕨
墨脱双盖蕨（学名：Diplazium medogense）也称墨脱短肠蕨，为蹄盖蕨科双盖蕨属下的一个种。